# Oosterduinse meer
Het Oosterduinse meer (ook wel Comomeer genoemd), is een zandgat in de Nederlandse plaats Noordwijkerhout. Het meer maakt deel uit van het boezemstelsel ter plaatse, het Hoogheemraadschap van Rijnland voert het waterbeheer uit.

## Ontstaan
Het meer is in de jaren 50 en 60 ontstaan door afgraving van de voormalige Oosterduinen ten bate van zandwinning voor de kalkzandsteenfabriek van Xella Van Herwaarden in Hillegom. Het meer is ongeveer 1 km lang en 400 meter breed en heeft een maximale diepte van 13 meter.

## Recreatie
Het Oosterduinse meer is een officiële zwemwaterlocatie. De provincie houdt toezicht op de kwaliteit van het water. De metingen worden verricht door het hoogheemraadschap en Rijkswaterstaat.